# Fabio Coltorti
Fabio Coltorti (ur. 3 grudnia 1980 w Kriens) – piłkarz szwajcarski grający na pozycji bramkarza.

## Kariera klubowa
Coltorti pochodzi z miasta Kriens i tam też rozpoczął piłkarską karierę w klubie SC Kriens. W sezonie 1999/2000 zadebiutował w jego barwach w drugiej lidze, Był jednak tylko rezerwowym i przez dwa lata wystąpił zaledwie 12 razy, toteż latem 2001 odszedł do FC Schaffhausen, z którym awansował z trzeciej do drugiej ligi. W Schaffhausen spędził także kolejny sezon, a w 2003 roku zainteresowały się nim kluby pierwszoligowe i Coltorti ostatecznie przeszedł do FC Thun. W Thun spisywał się równie udanie co w poprzednim zespole i z czasem stał się jednym z lepszych bramkarzy szwajcarskiej ekstraklasy. Z Thun największym sukcesem było wywalczenie mistrzostwa Szwajcarii w sezonie 2004/2005.
Latem 2005 Coltorti przeniósł się do Grasshoppers Zurych, z którym w sezonie 2005/2006 wystąpił w rozgrywkach Pucharu UEFA, a w lidze zajął 4. miejsce. Natomiast sezon 2006/2007 zakończył z klubem z Zurychu na 6. pozycji w lidze.
W lipcu 2007 za 880 tysięcy euro Coltorti został sprzedany do hiszpańskiego Racingu Santander. W 2011 roku został zawodnikiem Lausanne Sports, a w 2012 – RB Leipzig.
| Sezon   | Klub                | Kraj       | Rozgrywki          | Mecze | Bramki |
| ------- | ------------------- | ---------- | ------------------ | ----- | ------ |
| 1999/00 | SC Kriens           | Szwajcaria | Nationalliga A     | 9     | 0      |
| 2000/01 | SC Kriens           | Szwajcaria | Nationalliga A     | 3     | 0      |
| 2001/02 | FC Schaffhausen     | Szwajcaria | 3. liga            | 29    | 0      |
| 2002/03 | FC Schaffhausen     | Szwajcaria | Nationalliga A     | 32    | 0      |
| 2003/04 | FC Thun             | Szwajcaria | Swiss Super League | 25    | 0      |
| 2004/05 | FC Thun             | Szwajcaria | Swiss Super League | 33    | 0      |
| 2005/06 | Grasshoppers Zurych | Szwajcaria | Swiss Super League | 35    | 0      |
| 2006/07 | Grasshoppers Zurych | Szwajcaria | Swiss Super League | 35    | 0      |
| 2007/08 | Racing Santander    | Hiszpania  | Primera División   | 7     | 0      |
| 2008/09 | Racing Santander    | Hiszpania  | Primera División   | 6     | 0      |
| 2009/10 | Racing Santander    | Hiszpania  | Primera División   | 23    | 0      |
| 2010/11 | Racing Santander    | Hiszpania  | Primera División   | 0     | 0      |
| 2011/12 | Lausanne Sports     | Szwajcaria | Swiss Super League | 24    | 0      |
| 2012/13 | RB Leipzig          | Niemcy     | Regionalliga       | 26    | 0      |
| 2013/14 | RB Leipzig          | Niemcy     | 3. Liga            | 21    | 0      |
| 2014/15 | RB Leipzig          | Niemcy     | 2. Bundesliga      | 21    | 1      |
| 2015/16 | RB Leipzig          | Niemcy     | 2. Bundesliga      | 21    | 0      |
| 2016/17 | RB Leipzig          | Niemcy     | 1. Bundesliga      | 1     | 0      |

## Kariera reprezentacyjna
W reprezentacji Szwajcarii Coltorti zadebiutował 1 marca 2006 roku w wygranym 3:1 meczu ze Szkocją. W tym samym roku został powołany przez selekcjonera Jakoba Kuhna do kadry na Mistrzostwa Świata w Niemczech, na których był tylko rezerwowym dla Pascala Zuberbühlera i nie zagrał tam ani razu.